# Тегісшилдік
Тегісшилді́к (каз. Тегісшілдік) — село у складі Каркаралінського району Карагандинської області Казахстану. Адміністративний центр Тегісшилдіцького сільського округу.
Населення — 665 осіб (2021; 1034 у 2009, 1076 у 1999, 1338 у 1989).
Національний склад станом на 1989 рік:
- казахи — 100 %.